# Erateina copela
Erateina copela är en fjärilsart som beskrevs av Paul Dognin 1900. Erateina copela ingår i släktet Erateina och familjen mätare. Inga underarter finns listade i Catalogue of Life.